# Го Цзинцзин
Го Цзинцзин (кит. упр. 郭晶晶, пиньинь Guō Jīngjīng, род. 15 октября 1981 года в Баодине, Китай) — китайская прыгунья в воду, 4-кратная олимпийская чемпионка и десятикратная чемпионка мира. Одна из шести четырёхкратных олимпийских чемпионов по прыжкам в воду (наряду со своими соотечественницами Фу Минся, У Минься, Чэнь Жолинь и американцами Грегом Луганисом и Пэт Маккормик).
Дебютировала на Олимпийских играх в возрасте 14 лет в 1996 году в Атланте и заняла 5-е место в прыжках с вышки. На последующих 3 Олимпиадах выиграла за 6 стартов 4 золотые и 2 серебряные награды.
В ноябре 2012 года вышла замуж за внука бывшего заместителя председателя ВК НПКСК , уроженца Гонконга Хо Индуна. 27 августа 2013 году родила сына.В 2019 году родила дочь.